# اسکار آریساگا
اسکار آریساگا (اسپانیایی: Óscar Arizaga‎؛ زادهٔ ۲۰ اوت ۱۹۵۷) بازیکن فوتبال اهل پرو بود.
از باشگاه‌هایی که در آن بازی کرده‌است می‌توان به باشگاه فوتبال اتلتیکو چالاکو اشاره کرد.
وی همچنین در تیم ملی فوتبال پرو بازی کرده‌است.